# Ulica Modlińska w Warszawie
Ulica Modlińska – ulica w warszawskich dzielnicach Praga-Północ i Białołęka. Stanowi trasę wylotową w kierunku Olsztyna, Jabłonny i Legionowa.
Ulica jest częścią ciągu – Zamoyskiego – Jagiellońska – rondo Starzyńskiego – Jagiellońska – Modlińska. Jest dwujezdniowa na całej swej długości. Równolegle do ulicy prowadzi ścieżka rowerowa na odcinkach: Trasa Toruńska – Płochocińska, Ekspresowa – Mehoffera oraz Poetów – Aluzyjna.

## Opis
Została zbudowana ok. 1820, nazywana była też Szosą Kowieńską lub Petersburską. W 1919 nazwana Drogą do Modlina. Nazwa nawiązywała do Modlina, w kierunku którego prowadziła (obecnie częścią Nowego Dworu Mazowieckiego).
W Warszawie prowadziła do ulicy Zamoyskiego. Obok drogi od 1900 biegły tory kolejki wąskotorowej do Jabłonny.
W 1916 włączono część obecnej Jagiellońskiej do Warszawy. 
W 1951, po przyłączeniu do Warszawy terenów obecnej Białołęki, Modlińska znalazła się w granicach administracyjnych miasta. W latach 1952–1991 południowy odcinek ówczesnej Szosy Modlińskiej i północny ulicy Jagiellońskiej (od alei „Solidarności” do obecnej Trasy Toruńskiej) przemianowano na aleję Stalingradzką.
Podczas poszerzania ulicy w latach 1973–1976 rozebrano budynki stacji Pelcowizna, Żerań, Piekiełko, Wiśniewo i Henryków na zlikwidowanej w 1956 linii kolei jabłonowskiej. W 1979 oddano do użytku poszerzony dziewięciokilometrowy odcinek ulicy od Trasy Toruńskiej do granic miasta.
W okresie PRL ulica była częścią wspólnego przebiegu dróg państwowych nr 11, łączącej Warszawę z Łomżą i Augustowem oraz nr 20 w kierunku Nowego Dworu Mazowieckiego.
Współcześnie dawny trakt dzieli się w granicach miasta na ulicę Modlińską od ul. Dębowej w Buchniku do Trasy Toruńskiej oraz jej przedłużenie w kierunku południowym – ulicę Jagiellońską do ul. Zamoyskiego.

## Ważniejsze obiekty
- Kościół Jezusa Chrystusa Króla Pokoju
- Elektrociepłownia Żerań
- Port Żerański
- Urząd Dzielnicy Białołęka (nr 197)
- Kościół i parafia Dobrego Pasterza
- Budynek Centrum Lokalnego (dawny budynek Zakładu dla Upadłych Dziewcząt) (nr 257)
- Europejska Uczelnia w Warszawie
- Park Henrykowski

## Obiekty nieistniejące
- Zakłady Elektroniczne „Warel”